# Ernest Goes to Camp
Ernest Goes to Camp är en amerikansk långfilm från 1987 som regisserades av John R. Cherry III.

## Handling
Ett kriminellt gäng skickas på semester till Kamp Kikakee. Den klantige Ernest P. Worrell måste ta hand om dem, trots att han knappt kan ta hand om sig själv. Många spännande äventyr utspelar sig sedan på lägret.

## Om filmen
Många av föremålen i Ernests barack, exempelvis en uppstoppad alligator, användes i olika reklamfilmer som Jim Varney medverkade i under början av 1980-talet. Det här blev även Iron Eyes Codys sista film.

## Rollista i urval
- Jim Varney - Ernest P. Morrell
- Victoria Racimo - Syster St. Cloud
- John Vernon - Sherman Krader
- Iron Eyes Cody - Hövding St. Cloud
- Daniel Butler - Eddie
- Patrick Day - Bobby Wayne
- Jacob Vargas - Butch "Bubba" Vargas